# Jack Coleman
Jack Coleman, właściwie John MacDonald Coleman (ur. 21 lutego 1958 w Easton) – amerykański aktor telewizyjny i filmowy, scenarzysta. Odtwórca roli Stevena Carringtona z opery mydlanej Dynastia (Dynasty, 1982–1988) i postaci Noaha Benneta w serialu Herosi (2006–2007).

## Życiorys

### Wczesne lata
Urodził się w Easton, w stanie Pensylwania jako najmłodsze z siedmiorga dzieci Agnes Agar Coleman i Johna Colemana. Jest wnukiem w szóstym pokoleniu amerykańskiego wynalazcy Benjamina Franklina. Uczęszczał do Solebury School. W 1980 ukończył studia na wydziale dramatu Uniwersytetu Duke’a w Durham, w stanie Karolina Północna. Uczęszczał do National Theater Institute przy The Eugene O’Neill Theater Center.

### Kariera
Po studiach aktorskich doskonalił swoje umiejętności sceniczne występując jako Danny Zuko w musicalu Grease na Long Island, w stanie Nowy Jork i Odessie, w stanie Texas. Grał w The Marines Memorial Theater w San Francisco, The Hartford Stage Company w Connecticut, w przedstawieniu Otello (Othello) Szekspira i Stracone zachody miłości (Loves Labours Lost) w Globe of the Great Southwest. W 1986 na off-Broadwayu zastąpił Dylana Bakera w roli Petera Whetwortha w sztuce Simona Graya Wspólna gonitwa (The Common Pursuit) u boku Judy Geeson i Nathana Lane’a. W 1990 za rolę Toma Griffina w broadwayowskim przedstawieniu Stand-up Tragedy teatru Mark Taper Forum zdobył nominację do nagrody Los Angeles Drama Critics Circle Award, którą odebrał za występ na scenie Tiffany Theater w spektaklu Johna Godbera Kolosy (Bouncers).
Po raz pierwszy pojawił się na srebrnym ekranie w operze mydlanej NBC Dni naszego życia (Days of Our Lives, 1981-82) jako Jake Kositchek, dusiciel z Salem. Światową sławę zdobył rolą Stevena Carringtona w operze mydlanej ABC Dynastia (1982–1988), gdzie zastąpił Ala Corleya. W jednym z odcinków sitcomu ABC Statek miłości (The Love Boat, 1985) pojawił się jako były kolarz Scott, który płynie na statku „Księżniczka Pacyfiku” w podróż poślubną ze swoją przyszłą żoną Kelley.
Spróbował swoich sił jako scenarzysta serialu Studio City (2003), w którym zagrał postać Andrew Masona. Występował gościnnie w serialach CBS: Dotyk anioła (Touched by an Angel, 1995), CSI: Kryminalne zagadki Miami (CSI: Miami, 2004), Bez śladu (Without a Trace, 2004) oraz miniserialu ABC Szpital „Królestwo” (Kingdom Hospital, 2004).
W serialu sci-fi NBC Herosi (Heroes, 2006–2007) wcielił się w postać Noaha Benneta, przybranego ojca Claire Bennet, pracującego w Primatech Paper Company, będącej przykrywką dla ogólnoświatowej organizacji, która poszukuje i bada ludzi z nadnaturalnymi zdolnościami. Za tę rolę w 2007 otrzymał TV Land Awards. W maju 2007 był na okładce „Entertainment Weekly” z Hayden Panettiere.
W serialu Mentalista (The Mentalist, 2010) był podejrzany o morderstwo bogatym i aroganckim Maxem Winterem. W komediodramacie familijnym Hallmark Channel Rock The House (2011) wystąpił w roli pracoholika prawnika Maxa Petersona, który znajduje sposób na ponowne nawiązanie kontaktu ze swoją córką, powracając do twórczości muzyków z lat młodzieńczych. W odcinku serialu kryminalnego CBS Zabójcze umysły (Criminal Minds, 2011) pt. „Hope” zagrał Billa Rogersa, seryjnego socjopatycznego gwałciciela i mordercę nieletnich.

## Życie prywatne
21 czerwca 1996 poślubił aktorkę Beth Toussaint. Mają córkę Tess (ur. 1999).

## Filmografia

### Obsada aktorska

#### Filmy
- 1988: W pogoni za szczęściem (The Pursuit of Happiness) jako Stan
- 1994: Nietutejszy student (Foreign Student) jako Rex Jennings
- 1994: Uwięzieni w kosmosie (Trapped in Space) jako Grant
- 1996: Podwodna misja (Time Under Fire) jako Lance McCarthy
- 1997: Spawn jako lekarz
- 1998: Polowanie na mężczyznę (The Landlady) jako Patrick Forman
- 2006: Pięknie pobity (Beautiful Loser) jako Jimmy

#### Filmy TV
- 1989: Druhny (Bridesmaids) jako Matt
- 1990: Dzieci panny młodej (Children of the Bride) jako Dennis
- 1990: Córka ciemności (Daughter of Darkness) jako Devlin
- 1991: Powrót Eliota Nessa (The Return of Eliot Ness) jako Gil Labine
- 1993: Zdradliwy dotyk (Rubdown) jako Marion
- 1997: Aniołowie w Endzone (Angels in the Endzone) jako Peter Harper
- 1997: Dziecko meduzy (Medusa's Child) jako Dean Cooper
- 1998: Ostatnie słowo (Last Rites) jako agent Gary Blake
- 1999: W poszukiwaniu ojca (Replacing Dad) jako dr Mark Chandler
- 2006: Piękne mleczarki (Cow Belles) jako Reed Callum

#### Seriale TV
- 1981-82: Dni naszego życia (Days of Our Lives) jako Jake Kositchek
- 1982-88: Dynastia (Dynasty) jako Steven Daniel Carrington
- 1984: Glitter jako Rusty Walker
- 1985: Poszukiwacz zagubionej miłości (Finder of Lost Loves) jako dr Eric Jordan
- 1986: Dynastia Colbych (The Colbys) jako Steven Carrington
- 1992: Koszmarna kawa (Nightmare Cafe) jako Frank Nolan
- 1995: Dotyk anioła (Touched by an Angel) Jeff Ritchy
- 1995: Naga prawda (The Naked Truth) jako Colin Terell
- 1995: Prawo Burke’a (Burke’s Law)
- 1995: Diagnoza morderstwo (Diagnosis Murder) jako Eddie Gault
- 1998: The Net Dr Steven Graf
- 2000: Och, baby jako Rick
- 2001: Powrót do Providence (Providence) jako Larry
- 2001: Special Unit 2 jako George Armstrong
- 2002: Jak pan może, panie doktorze? (Becker) jako dr Tony Holland
- 2003: According to Jim jako Sean Curran
- 2003: Studio City jako Andrew Mason
- 2004: Bez śladu (Without a Trace) jako Roy Ducek
- 2004: CSI: Kryminalne zagadki Miami (CSI: Miami) jako Martin Gillespie
- 2004: Bez skazy (Nip/Tuck) jako dr Avery Atherton
- 2004: Szpital „Królestwo” (Kingdom Hospital) jako Peter Rickman
- 2006: Ekipa (Entourage) jako Bradley
- 2006–2007: Herosi (Heroes) jako Noah Bennet
- 2010: Mentalista (The Mentalist) jako Max Winter
- 2010: Dr House (House, M.D.) jako Joe Dugan
- 2010–2013: Biuro (The Office) jako senator stanowy Rob Lipton
- 2011: Zabójcze umysły (Criminal Minds) jako Bill Rogers
- 2012-2014: Mega Spider-Man jako Doktor Strange / Announcer (głos)
- 2012-2015: Castle jako senator William H. Bracken
- 2013: Tożsamość szpiega (Burn Notice) jako Andrew Strong
- 2013: Skandal (Scandal) jako Daniel Douglas Langston
- 2014: Hulk i agenci M.I.A.Z.G.I. jako Doktor Strange (głos)
- 2014: CSI: Kryminalne zagadki Las Vegas jako Jim Logan
- 2015: Chicago PD jako Bob Ruzek
- 2015: Avengers: Zjednoczeni jako Doktor Strange (głos)
- 2015–2016: Heroes: Odrodzenie jako Noah Bennet
- 2018: Sposób na morderstwo jako pan Dean
- 2018: Hawaii Five-0 jako Miller
- 2018: Chicago PD jako Bob Ruzek

### Scenariusz
- 2003: Studio City